# Lista de atletas brasileiros nos Jogos Olímpicos de Verão de 1976
A lista a seguir discrimina os atletas brasileiros que participaram da Montreal 1976, independentemente de terem logrado êxito na busca por medalhas.
Nos Jogos Olímpicos de Verão de 1976, os Jogos de número XXI, em Montreal, no Canadá, o Brasil participou de sua décima segunda Olimpíada com 93 atletas, sendo 86 homens e 7 mulheres, em 12 esportes: atletismo, boxe, saltos ornamentais, esgrima, futebol, judô, remo, vela, tiro esportivo, natação, voleibol e levantamento de peso.
Subsedes:
O torneio de futebol foi realizado na Cidade sede e também nas subsedes de Sherbrooke, Toronto e Ottawa; Bromont (hipismo e pentatlo moderno); Kingston (vela); Sherbrooke e Laval (handebol); L'Acadie (tiro e pentatlo moderno); Joliette (tiro com arco).
O basquetebol brasileiro que desde a estreia da modalidade no programa Olímpico em 1936, participou de todas as edições e desde então vinha colhendo bons resultados, incluindo três medalhas de bronze, além de títulos mundiais e continentais, não se qualificou para os Jogos de 1976, justamente no primeiro ciclo Olímpico após a "Era Kanela".
A delegação chefiada por Rubens Dinard conquistou apenas duas medalhas de bronze, repetindo o feito de Munique 1972: João Carlos de Oliveira conquistou a medalha na prova do "salto triplo". João era o atual recordista mundial da prova, feito conquistado nos Jogos Pan-Americanos de 1975 na Cidade do México, mas em Montreal foi superado pelo Soviético Viktor Saneyev e pelo estadunidense James Aaron Butts. João do Pulo ainda disputou a final do "salto em distância" ficando com a 5.ª colocação; os velejadores Peter Ficker e Reinaldo Conrad, ganharam a medalha na "classe flying dutchman" e Reinaldo se tornou o décimo terceiro atleta brasileiro medalhista múltiplo (Vide seção "Multimedalhistas").
Outros destaques:
Ruy da Silva foi finalista dos "200 metros rasos" terminando em 5.° lugar; no remo o trio do "dois com" disputou a fase final chegando na 10.° colocação; o iatista Cláudio Biekarck chegou à regata da medalha da "classe finn" com chances de medalha e terminou na 4.ª posição; o nadador Djan Madruga alcançou duas finais, "400 metros livre" e "1500 metros livre" concluindo ambas em 4.° lugar e registrando um recorde Olímpico; parte da futura geração de prata do "vôlei" esteve em Montreal treinada por Carlos Reinaldo Pereira Souto e contando com nomes de peso como Bernard, William, Fernandão, Moreno, Bebeto de Freitas e Zé Roberto Guimarães, mas chegou apenas na 7.ª colocação; a seleção brasileira de "futebol" passou pela fase de grupos e alcançou a fase semifinal, feito inédito, conquistando o 4.° lugar, tendo no elenco jogadores como Carlos Gallo, Edinho, Júnior, Batista e Marinho, entre outros, treinados por Cláudio Coutinho, que seriam futuros destaques defendendo a Seleção principal nas próximas Copas do Mundo.
Abaixo segue a relação dos esportistas brasileiros participantes da Montreal 1976.

## Atletismo
Masculino
Eventos de pista e de estrada
| Atleta             | Modalidade            | Eliminatória | Eliminatória | Quartas de final | Quartas de final | Semifinal | Semifinal | Final       | Final     | Referência(s) |
| Atleta             | Modalidade            | Resultado    | Colocação    | Resultado        | Colocação        | Resultado | Colocação | Resultado   | Colocação | Referência(s) |
| ------------------ | --------------------- | ------------ | ------------ | ---------------- | ---------------- | --------- | --------- | ----------- | --------- | ------------- |
| Ruy da Silva       | 100 m                 | 10.61        | 3.° Q        | 10.57            | 4.° Q            | 10.54     | 7.°       | Não avançou | 13.°      | [ 6 ]         |
| Ruy da Silva       | 200 m                 | 20.99        | 2.° Q        | 20.76            | 3.° Q            | 21.01     | 3.° Q     | 20.84       | 5.°       | [ 7 ]         |
| Delmo da Silva     | 400 m                 | 47.21        | 2.° Q        | 46.48            | 4.° Q            | 46.69     | 8.°       | Não avançou | 15.°      | [ 8 ]         |
| José João da Silva | 5000 m                | DNS          | =12.°        | _                | _                | _         | _         | Não avançou | =37.°     | [ 9 ]         |
| José João da Silva | 3000 m com obstáculos | DNS          | =12.°        | _                | _                | _         | _         | Não avançou | 25.°      | [ 10 ]        |

Eventos de campo
| Atleta                  | Modalidade         | Qualificação | Qualificação | Final       | Final     | Referência(s) |
| Atleta                  | Modalidade         | Resultado    | Colocação    | Resultado   | Colocação | Referência(s) |
| ----------------------- | ------------------ | ------------ | ------------ | ----------- | --------- | ------------- |
| Irajá Chedid Cecy       | salto em altura    | NM           | =16.°        | Não avançou | =33.°     | [ 11 ]        |
| João Carlos de Oliveira | salto em distância | 7.87         | 6.° Q        | 8.00        | 5.°       | [ 12 ]        |
| João Carlos de Oliveira | salto triplo       | 16.81        | 1.° Q        | 16.90       | 3.°       | [ 13 ]        |
| Nélson Prudêncio        | salto triplo       | 16.22        | 14.°         | Não avançou | 14.°      | [ 13 ]        |

Feminino
Eventos de pista e de estrada
| Atleta                    | Modalidade | Eliminatória | Eliminatória | Quartas de final | Quartas de final | Semifinal   | Semifinal   | Final       | Final     | Referência(s) |
| Atleta                    | Modalidade | Resultado    | Colocação    | Resultado        | Colocação        | Resultado   | Colocação   | Resultado   | Colocação | Referência(s) |
| ------------------------- | ---------- | ------------ | ------------ | ---------------- | ---------------- | ----------- | ----------- | ----------- | --------- | ------------- |
| Esmeralda de Jesus Garcia | 100 m      | 11.80        | 4.° Q        | 11.77            | 7.°              | Não avançou | Não avançou | Não avançou | 25.°      | [ 14 ]        |
| Silvina Pereira da Silva  | 200 m      | 24.00        | 6.°          | Não avançou      | Não avançou      | Não avançou | Não avançou | Não avançou | 32.°      | [ 15 ]        |

Eventos de campo
| Atleta                   | Modalidade         | Qualificação | Qualificação | Final       | Final     | Referência(s) |
| Atleta                   | Modalidade         | Resultado    | Colocação    | Resultado   | Colocação | Referência(s) |
| ------------------------ | ------------------ | ------------ | ------------ | ----------- | --------- | ------------- |
| Maria Luísa Betioli      | salto em altura    | 1.75         | 10.°         | Não avançou | =25.°     | [ 16 ]        |
| Silvina Pereira da Silva | salto em distância | 6.13         | 6.°          | Não avançou | 16.°      | [ 17 ]        |

## Boxe
Masculino
| Atleta                    | Modalidade              | 1ª Rodada               | 2ª Rodada                   | 3ª Rodada              | Quartas de final      | Semifinal            | Final                | Colocação final | Referência(s) |
| Atleta                    | Modalidade              | Adversário Resultado    | Adversário Resultado        | Adversário Resultado   | Adversário Resultado  | Adversário Resultado | Adversário Resultado | Colocação final | Referência(s) |
| ------------------------- | ----------------------- | ----------------------- | --------------------------- | ---------------------- | --------------------- | -------------------- | -------------------- | --------------- | ------------- |
| Antônio Dias Toledo Filho | peso mosca              | Bye                     | POL Leszek Błażyński D KO-2 | Não avançou            | Não avançou           | Não avançou          | Não avançou          | =16.°           | [ 18 ]        |
| Raimundo Nonato Alves     | peso pena               | Bye                     | MEX Juan Paredes D 0-5      | Não avançou            | Não avançou           | Não avançou          | Não avançou          | =17.°           | [ 19 ]        |
| Chiquinho de Jesus        | peso meio-médio-ligeiro | ETH Girmaye Gabre V W-O | Bye                         | GDR Ulrich Beyer D 0-5 | Não avançou           | Não avançou          | Não avançou          | =9.°            | [ 20 ]        |
| Fernando Martins          | peso médio              | Bye                     | LIB Maatouk El-Sadek V W-O  | _                      | ROU Alec Năstac D 2-3 | Não avançou          | Não avançou          | =5.°            | [ 21 ]        |

## Saltos ornamentais
Masculino
| Atleta       | Modalidade      | Preliminar | Preliminar | Final       | Final       | Final       | Final           | Referência(s) |
| Atleta       | Modalidade      | Resultado  | Colocação  | Resultado   | Colocação   | Total       | Colocação final | Referência(s) |
| ------------ | --------------- | ---------- | ---------- | ----------- | ----------- | ----------- | --------------- | ------------- |
| Milton Braga | plataforma 10 m | 424.68     | 21.°       | Não avançou | Não avançou | Não avançou | 21.°            | [ 22 ]        |

## Esgrima
Masculino
| Atleta                | Modalidade | Rodada 1      | Rodada 1  | Rodada 2    | Rodada 2    | Quartas de final | Quartas de final | Semifinal   | Semifinal   | Final       | Final     | Referência(s) |
| Atleta                | Modalidade | Resultado     | Colocação | Resultado   | Colocação   | Resultado        | Colocação        | Resultado   | Colocação   | Resultado   | Colocação | Referência(s) |
| --------------------- | ---------- | ------------- | --------- | ----------- | ----------- | ---------------- | ---------------- | ----------- | ----------- | ----------- | --------- | ------------- |
| Arthur Cramer Ribeiro | espada     | Grupo 5 2v-2d | 4.°       | Não avançou | Não avançou | Não avançou      | Não avançou      | Não avançou | Não avançou | Não avançou | 38.°      | [ 23 ]        |

## Futebol
Masculino
Primeira fase
Grupo A
| E |  | Alemanha Oriental | 0–0 | Brasil |  |  |  |

| V |  | Brasil | 2–1 | Espanha |  |  |  |

Colocação no grupo: 1.° Q
Tabela - Grupo A
| Equipe            | Partidas | Vitórias | Empates | Derrotas | Gols pró | Gols contra | Saldo de gols | Pontos |
| ----------------- | -------- | -------- | ------- | -------- | -------- | ----------- | ------------- | ------ |
| Brasil            | 2        | 1        | 1       | 0        | 2        | 1           | +1            | 3      |
| Alemanha Oriental | 2        | 1        | 1       | 0        | 1        | 0           | +1            | 3      |
| Espanha           | 2        | 0        | 0       | 2        | 1        | 3           | -2            | 0      |

(*) O grupo teve apenas 3 seleções, devido a desistência da Nigéria.
|  | Classificados para as quartas de final |

Quartas de final
| V |  | Brasil | 4–1 | Israel |  |  |  |

Semifinal
| D |  | Polónia | 2–0 | Brasil |  |  |  |

Disputa do 3.° lugar
| D |  | União Soviética | 2–0 | Brasil |  |  |  |

Colocação final: 4.°
Equipe:
Alberto Leguelé
Carlos Roberto Gallo
Chico Fraga
Edinho Nazareth Filho
Edval Therezino Costa
Erivélto Martins
Eudes Lacerda Medeiros
Jarbas Tomazoli Nunes
João Batista da Silva
João José dos Santos
Júlio César Uri Geller
Leovegildo Júnior
Marinho dos Reis Emiliano
Mauro Cabeção
Rosemiro Correia de Souza
Tecão Franqueira
Zé Carlos Pessanha

Referência(s): 

## Judô
Masculino
| Atleta                | Modalidade       | Chave | Rodada 1                       | Rodada 2                     | Rodada 3             | Quartas de final                     | Semifinal            | Final de chave       | Repescagem           | Disputa de 3.°       | Final                | Colocação final | Referência(s) |
| Atleta                | Modalidade       | Chave | Adversário Resultado           | Adversário Resultado         | Adversário Resultado | Adversário Resultado                 | Adversário Resultado | Adversário Resultado | Adversário Resultado | Adversário Resultado | Adversário Resultado | Colocação final | Referência(s) |
| --------------------- | ---------------- | ----- | ------------------------------ | ---------------------------- | -------------------- | ------------------------------------ | -------------------- | -------------------- | -------------------- | -------------------- | -------------------- | --------------- | ------------- |
| Roberto Machusso      | peso meio-médio  | B     | ISR Yonah Melnik V Yusei-gachi | _                            | _                    | KOR Lee Chang-seon D Yuko tai-otoshi | Não avançou          | Não avançou          | Não avançou          | Não avançou          | Não avançou          | =13.°           | [ 25 ]        |
| Carlos Tico Motta     | peso médio       | A     | SEN Assane N'Doye V Tai-otoshi | _                            | _                    | GBR Brian Jacks D Seoi-nage          | Não avançou          | Não avançou          | Não avançou          | Não avançou          | Não avançou          | =13.°           | [ 26 ]        |
| Carlos Fuscão Pacheco | peso meio-pesado | A     | ITA Mario Vecchi V Tai-otoshi  | CUB José Ibáñez V Sogo-gachi | _                    | FRA Jean-Luc Rougé D Harai-makikomi  | Não avançou          | Não avançou          | Não avançou          | Não avançou          | Não avançou          | =12.°           | [ 27 ]        |

## Remo
Masculino
| Atleta                                                   | Modalidade    | Eliminatórias | Eliminatórias | Repescagem | Repescagem | Semifinal   | Semifinal     | Final       | Final       | Colocação final | Referência(s) |
| Atleta                                                   | Modalidade    | Resultado     | Colocação     | Resultado  | Colocação  | Resultado   | Colocação     | Resultado   | Colocação   | Colocação final | Referência(s) |
| -------------------------------------------------------- | ------------- | ------------- | ------------- | ---------- | ---------- | ----------- | ------------- | ----------- | ----------- | --------------- | ------------- |
| Gilberto Gerhardt Sérgio Sztancsa                        | esquife duplo | 7:02.18       | 5.° R         | 6:48.95    | 4.°        | Não avançou | Não avançou   | Não avançou | Não avançou | 13.°            | [ 28 ]        |
| Guilherme de Oliveira Campos Raul Bagattini              | dois sem      | 8:00.64       | 5.° R         | 7:22.32    | 6.°        | Não avançou | Não avançou   | Não avançou | Não avançou | 15.°            | [ 29 ]        |
| Atalíbio Magioni Nilton Alonço (timoneiro) Wandir Kuntze | dois com      | 7:39.20       | 2.° Q         | _          | _          | 7:21.81     | 5.° Q Final B | 8:14.44     | 4.° Final B | 10.°            | [ 30 ]        |

## Vela
Aberto
| Atleta                                                             | Modalidade             | Regatas             | Regatas             | Regatas             | Regatas             | Regatas             | Regatas             | Regatas               | Colocação final     | Referência(s) |
| Atleta                                                             | Modalidade             | 1                   | 2                   | 3                   | 4                   | 5                   | 6                   | 7 (regata da medalha) | Colocação final     | Referência(s) |
| Atleta                                                             | Modalidade             | Pontuação Colocação | Pontuação Colocação | Pontuação Colocação | Pontuação Colocação | Pontuação Colocação | Pontuação Colocação | Pontuação Colocação   | Pontuação Colocação | Referência(s) |
| ------------------------------------------------------------------ | ---------------------- | ------------------- | ------------------- | ------------------- | ------------------- | ------------------- | ------------------- | --------------------- | ------------------- | ------------- |
| Klaus Biekarck                                                     | classe finn            | 11.70 6.°           | 13.00 7.°           | 10.00 5.°           | 25.00 19.°          | 3.00 2.°            | 0.00 1.°            | 17.00 11.°            | 79.70/54.70 4.°     | [ 31 ]        |
| Luiz Alberto Sohni Aydos Marco Paradeda                            | classe 470             | 10.00 5.°           | 18.00 12.°          | 14.00 8.°           | 14.00 8.°           | 16.00 10.°          | 24.00 18.°          | 27.00 21.°            | 123.00/96.00 11.°   | [ 32 ]        |
| Andreas Wengert Gastão d'Ávila Melo Brun Vicente d'Ávila Melo Brun | classe soling          | 23.00 17.°          | 15.00 9.°           | 11.70 6.°           | 22.00 16.°          | 8.00 4.°            | 19.00 13.°          | 5.70 3.°              | 104.40/81.40 10.°   | [ 33 ]        |
| Peter Ficker Reinaldo Conrad                                       | classe flying dutchman | 14.00 8.°           | 15.00 9.°           | 24.00 18.°          | 11.70 6.°           | 0.00 1.°            | 5.70 3.°            | 5.70 3.°              | 76.10/52.10 3.°     | [ 34 ]        |

## Tiro esportivo
Masculino
| Atleta                | Modalidade            | Resultado | Colocação | Referência(s) |
| --------------------- | --------------------- | --------- | --------- | ------------- |
| Delival Fonseca Nobre | pistola rápida 25 m   | 563.00    | =41.°     | [ 35 ]        |
| Bertino de Souza      | pistola livre 50 m    | 556.00    | 9.°       | [ 36 ]        |
| Paulo Lamego          | pistola livre 50 m    | 544.00    | 29.°      | [ 36 ]        |
| Durval Guimarães      | carabina deitado 50 m | 592.00    | 9.°       | [ 37 ]        |
| Waldemar Capucci      | carabina deitado 50 m | 582.00    | =60.°     | [ 37 ]        |
| Marcos José Olsen     | fossa Olímpica        | 181.00    | =11.°     | [ 38 ]        |
| Athos Pisoni          | tiro ao prato         | 191.00    | =22.°     | [ 39 ]        |
| Romeu Luchiari Filho  | tiro ao prato         | 189.00    | =30.°     | [ 39 ]        |

## Natação
Masculino
| Atleta               | Modalidade      | Eliminatória | Eliminatória | Semifinal   | Semifinal   | Final       | Final     | Referência(s) |
| Atleta               | Modalidade      | Resultado    | Colocação    | Resultado   | Colocação   | Resultado   | Colocação | Referência(s) |
| -------------------- | --------------- | ------------ | ------------ | ----------- | ----------- | ----------- | --------- | ------------- |
| Paul Jouanneau       | 100 m livre     | 54.49        | 5.°          | Não avançou | Não avançou | Não avançou | 32.°      | [ 40 ]        |
| Paul Jouanneau       | 100 m costas    | 59.35        | 2.° Q        | 59.59       | 7.°         | Não avançou | 14.°      | [ 41 ]        |
| Djan Madruga         | 400 m livre     | 3:59.62      | 1.° Q - OR   | _           | _           | 3:57.18     | 4.°       | [ 42 ]        |
| Djan Madruga         | 1500 m livre    | 15:36.95     | 2.° Q        | _           | _           | 15:19.84    | 4.°       | [ 43 ]        |
| Rômulo Arantes       | 100 m costas    | 58.46        | 2.° Q        | 58.49       | 6.°         | Não avançou | 11.°      | [ 44 ]        |
| Rômulo Arantes       | 200 m costas    | 2:07.38      | 4.°          | Não avançou | Não avançou | Não avançou | 10.°      | [ 45 ]        |
| Rômulo Arantes       | 100 m borboleta | 58.80        | 5.°          | Não avançou | Não avançou | Não avançou | 33.°      | [ 46 ]        |
| José Sylvio Fiolo    | 100 m peito     | 1:06.18      | 4.° Q        | 1:06.38     | 7.°         | Não avançou | 15.°      | [ 47 ]        |
| Sérgio Pinto Ribeiro | 100 m peito     | 1:06.07      | 4.° Q        | 1:06.69     | 8.°         | Não avançou | 16.°      | [ 47 ]        |
| Sérgio Pinto Ribeiro | 200 m costas    | DQ           | 7.°          | Não avançou | Não avançou | Não avançou | 27.°      | [ 48 ]        |

Feminino
| Atleta                       | Modalidade      | Eliminatória | Eliminatória | Semifinal   | Semifinal   | Final       | Final     | Referência(s) |
| Atleta                       | Modalidade      | Resultado    | Colocação    | Resultado   | Colocação   | Resultado   | Colocação | Referência(s) |
| ---------------------------- | --------------- | ------------ | ------------ | ----------- | ----------- | ----------- | --------- | ------------- |
| Maria Elisa Guimarães Zanini | 400 m livre     | 4:32.63      | 4.°          | Não avançou | Não avançou | Não avançou | 21.°      | [ 49 ]        |
| Maria Elisa Guimarães Zanini | 800 m livre     | DNS          | 7.°          | Não avançou | Não avançou | Não avançou | 21.°      | [ 50 ]        |
| Christina Bassani Teixeira   | 100 m peito     | 1:17.94      | 6.°          | Não avançou | Não avançou | Não avançou | 27.°      | [ 51 ]        |
| Christina Bassani Teixeira   | 200 m peito     | 2:47.69      | 4.°          | Não avançou | Não avançou | Não avançou | 31.°      | [ 52 ]        |
| Flávia Nadalutti             | 100 m borboleta | 1:06.29      | 5.°          | Não avançou | Não avançou | Não avançou | 28.°      | [ 53 ]        |
| Flávia Nadalutti             | 200 m borboleta | DNS          | 7.°          | Não avançou | Não avançou | Não avançou | 34.°      | [ 54 ]        |
| Rosemary Ribeiro             | 100 m borboleta | 1:06.50      | 6.°          | Não avançou | Não avançou | Não avançou | 30.°      | [ 55 ]        |
| Rosemary Ribeiro             | 200 m borboleta | 2:23.79      | 6.°          | Não avançou | Não avançou | Não avançou | 27.°      | [ 56 ]        |

## Voleibol
Masculino
Primeira fase
Grupo B
| V |  | Brasil | 3–1 | Egito | (15-5•15-5•13-15•6-15•15-9) |  |  |

| D |  | União Soviética | 3–0 | Brasil | (15-7•15-11•15-12) |  |  |

| D |  | Japão | 3–0 | Brasil | (15-13•15-8•15-9) |  |  |

| V |  | Brasil | 3–2 | Itália | (15-8•11-15•12-15•15-6•15-8) |  |  |

Colocação no grupo: 3.°
Tabela - Grupo B
| Equipe          | Jogos | Vitórias | Derrotas | Sets pró | Sets contra | Saldo de sets | Pontos |
| --------------- | ----- | -------- | -------- | -------- | ----------- | ------------- | ------ |
| União Soviética | 4     | 4        | 0        | 9        | 0           | +9            | 8      |
| Japão           | 4     | 3        | 1        | 6        | 3           | +3            | 7      |
| Brasil          | 4     | 2        | 2        | 6        | 9           | -3            | 6      |
| Itália          | 4     | 1        | 3        | 2        | 9           | -7            | 5      |
| Egito           | 4     | 0        | 4        | 1        | 3           | -2            | 5      |

(*) O Egito desistiu após a derrota para o Brasil e as demais equipes do grupo o venceram por W-O, não havendo disputa do 9.° lugar que ficou automaticamente com o Canadá.
|  | Classificados para as semifinais |
|  | Disputa de 5.° a 8.°             |

Torneio de 5.° a 8.°
| D |  | Coreia do Sul | 3–2 | Brasil | (15-12•12-15•7-15•15-6•15-5) |  |  |

Disputa do 7.° lugar
| V |  | Brasil | 3–0 | Itália | (15-8•15-6•15-8) |  |  |

Colocação final: 7.°
Equipe:
Alexandre Abeid
Antônio Carlos Moreno
Bebeto de Freitas
Bernard Rajzman
Celso Alexandre Kalache
Elói Lacerda
Fernandão Ávila
Jean Luc Suíço Rosat
José Roberto Guimarães
Paulo Roberto Petterle Eloy
Sérgio Danilas
William Carvalho

Referência(s): 

## Levantamento de peso
Masculino
| Atleta                | Modalidade            | Arranco   | Arranco   | Arremesso | Arremesso | Total  | Colocação final | Referência(s) |
| Atleta                | Modalidade            | Resultado | Colocação | Resultado | Colocação | Total  | Colocação final | Referência(s) |
| --------------------- | --------------------- | --------- | --------- | --------- | --------- | ------ | --------------- | ------------- |
| Paulo Batista de Sene | peso galo (até 56 kg) | 92.50     | =17.°     | 122.50    | =15.°     | 215.00 | 16.°            | [ 58 ]        |

## Multimedalhistas
Nesta seção listam-se os atletas brasileiros detentores de pelo menos 2 pódios Olímpicos, desde as edições pregressas, até essa edição. A ordem de classificação se segue pelos seguintes critérios:
1. Maior número de medalhas de ouro;
2. Maior número de medalhas de prata;
3. Maior número de medalhas de bronze;
4. Conquista mais antiga;
5. Esporte ou modalidade mais antiga no programa Olímpico;
6. Ordem alfabética.

| Posição | Atleta                    | Esporte        | Ouro | Prata | Bronze | Jogos          | Medalha de ouro | Medalha de prata | Medalha de bronze | Total de medalhas |
| ------- | ------------------------- | -------------- | ---- | ----- | ------ | -------------- | --------------- | ---------------- | ----------------- | ----------------- |
| 1.°     | Adhemar Ferreira da Silva | Atletismo      | 2    | 0     | 0      | Helsinque 1952 | 1               | 0                | 0                 | 2                 |
| 1.°     | Adhemar Ferreira da Silva | Atletismo      | 2    | 0     | 0      | Melbourne 1956 | 1               | 0                | 0                 | 2                 |
| 2.°     | Guilherme Paraense        | Tiro esportivo | 1    | 0     | 1      | Antuérpia 1920 | 1               | 0                | 1                 | 2                 |
| 3.°     | Afrânio da Costa          | Tiro esportivo | 0    | 1     | 1      | Antuérpia 1920 | 0               | 1                | 1                 | 2                 |
| 4.°     | Nelson Prudêncio          | Atletismo      | 0    | 1     | 1      | México 1968    | 0               | 1                | 0                 | 2                 |
| 4.°     | Nelson Prudêncio          | Atletismo      | 0    | 1     | 1      | Munique 1972   | 0               | 0                | 1                 | 2                 |
| 5.°     | Zenny Algodão             | Basquete       | 0    | 0     | 2      | Londres 1948   | 0               | 0                | 1                 | 2                 |
| 5.°     | Zenny Algodão             | Basquete       | 0    | 0     | 2      | Roma 1960      | 0               | 0                | 1                 | 2                 |
| 6.°     | Amaury Pasos              | Basquete       | 0    | 0     | 2      | Roma 1960      | 0               | 0                | 1                 | 2                 |
| 6.°     | Amaury Pasos              | Basquete       | 0    | 0     | 2      | Tóquio 1964    | 0               | 0                | 1                 | 2                 |
| 7.°     | Antonio Sucar             | Basquete       | 0    | 0     | 2      | Roma 1960      | 0               | 0                | 1                 | 2                 |
| 7.°     | Antonio Sucar             | Basquete       | 0    | 0     | 2      | Tóquio 1964    | 0               | 0                | 1                 | 2                 |
| 8.°     | Carlos Mosquito           | Basquete       | 0    | 0     | 2      | Roma 1960      | 0               | 0                | 1                 | 2                 |
| 8.°     | Carlos Mosquito           | Basquete       | 0    | 0     | 2      | Tóquio 1964    | 0               | 0                | 1                 | 2                 |
| 9.°     | Carmo Rosa Branca         | Basquete       | 0    | 0     | 2      | Roma 1960      | 0               | 0                | 1                 | 2                 |
| 9.°     | Carmo Rosa Branca         | Basquete       | 0    | 0     | 2      | Tóquio 1964    | 0               | 0                | 1                 | 2                 |
| 10.°    | Edson Bispo               | Basquete       | 0    | 0     | 2      | Roma 1960      | 0               | 0                | 1                 | 2                 |
| 10.°    | Edson Bispo               | Basquete       | 0    | 0     | 2      | Tóquio 1964    | 0               | 0                | 1                 | 2                 |
| 11.°    | Jatyr Schall              | Basquete       | 0    | 0     | 2      | Roma 1960      | 0               | 0                | 1                 | 2                 |
| 11.°    | Jatyr Schall              | Basquete       | 0    | 0     | 2      | Tóquio 1964    | 0               | 0                | 1                 | 2                 |
| 12.°    | Wlamir Marques            | Basquete       | 0    | 0     | 2      | Roma 1960      | 0               | 0                | 1                 | 2                 |
| 12.°    | Wlamir Marques            | Basquete       | 0    | 0     | 2      | Tóquio 1964    | 0               | 0                | 1                 | 2                 |
| 13.°    | Reinaldo Conrad           | Vela           | 0    | 0     | 2      | México 1968    | 0               | 0                | 1                 | 2                 |
| 13.°    | Reinaldo Conrad           | Vela           | 0    | 0     | 2      | Montreal 1976  | 0               | 0                | 1                 | 2                 |

## Medalhas
| Medalha | Atleta                       | Esporte   | Modalidade             | Data       |
| ------- | ---------------------------- | --------- | ---------------------- | ---------- |
| Bronze  | Peter Ficker Reinaldo Conrad | Vela      | classe flying dutchman | 27/07/1976 |
| Bronze  | João Carlos de Oliveira      | Atletismo | salto triplo           | 30/07/1976 |

| Medalhas por esporte | Medalhas por esporte | Medalhas por esporte | Medalhas por esporte | Medalhas por esporte |
| Esporte              | Medalha de ouro      | Medalha de prata     | Medalha de bronze    | Total de medalhas    |
| -------------------- | -------------------- | -------------------- | -------------------- | -------------------- |
| Vela                 | 0                    | 0                    | 1                    | 1                    |
| Atletismo            | 0                    | 0                    | 1                    | 1                    |
| Total                | 0                    | 0                    | 2                    | 2                    |